# کلاورفیلد
کلاورفیلد (به انگلیسی: Cloverfield) یک فیلم آمریکایی در ژانر تصاویر پیدا شده و هیولایی به کارگردانی مت ریوز است که توسط جی. جی. آبرامز تولید شده و نویسنده آن درو گودارد است.
این فیلم که در تاریخ ۱۷ ژانویه برای اولین بار در زلاندنو اکران شد در ۱۸ ژانویه در شمال آمریکا و در روزهای بعد در چند کشور دیگر نیز اکران شد. این فیلم نامزد دریافت جایزه بهترین فیلم درام از مسابقات یو ال شد.

## داستان فیلم
در ابتدای فیلم تصویری پخش شد که ادعا می‌کرد این فیلم از حافظه دوربینی است که توسط وزارت دفاع آمریکا در منطقه‌ای که قبلاً به عنوان پارک مرکزی شناخته می‌شد کشف شده‌است.
رابرت هاوکینز در صبح ۲۷ آوریل با دوست خود الیزابت (بث) در آپارتمان او از خواب بیدار می‌شوند. بعد از آن تصاویر قطع می‌شود تا ماه آینده که جیسون برادر راب به همراه دوست دخترش لیلی در حال آماده‌سازی مهمانی خداحافظی برای راب هستند که قرار است برای کار به ژاپن برود. در این بین جیسون وظیفه فیلمبرداری از این مراسم را به دوست خود هود می‌سپارد و او در حین انجام فیلم‌برداری در حال تلاش ناموفقی است تا با دختری به نام مارلینا ارتباط برقرار کند که به‌طور تصادفی اختلافات پیش آمده بین راب و بث را روی دوربین ضبط می‌کند. این باعث می‌شود که این اختلافات آشکار شود. پس از آن جیسون و چند نفر دیگر در حال دلداری دادن به راب هستند که ناگهان زمین لرزه‌ای اتفاق می‌افتد و موجب قطع برق می‌شود. گزارش‌های خبری از تلویزیون نشان می‌دهد که تانکر نفتی در کنار مجسمه آزادی قرار دارد. بعد از آن راب و مهمان‌ها به پشت بام رفته از از آن‌جا شاهد انفجاری در منهتن هستند که بخش‌هایی از آن تا ساختمان آن‌ها نیز می‌رسد. به همین دلیل آن‌ها به پائین ساختمان می‌آیند که ناگهان سر مجسمه آزادی به سمت آن‌ها پرتاب شده و در نزدیکی آن‌ها فرود می‌آید. هود ادعا می‌کند که در دوربین تصویر یک هیولا را دیده‌است …